# نظم أباد (مشيز بردسير)
نظم أباد (بالفارسية: نظم‌آباد) هي قرية تقع في إيران في البلدة المركزية. يقدر عدد سكانها بـ 36 نسمة .